# Never Say Never (album de Kim Wilde)
Pour les articles homonymes, voir Never Say Never.
Albums de Kim Wilde
Now and Forever
(1995) Come Out and Play
(2010)
Never Say Never est le dixième album de la chanteuse Kim Wilde, paru en 2006. Ce disque est constitué à la fois de chansons originales et de remixes de chansons extraites des albums précédents de la chanteuse.
Lors de sa sortie, l'album obtient un succès commercial modéré, parvenant à se hisser dans le top 20 de certains pays européens.

## Liste des chansons
| No  | Titre                                    | Durée |
| --- | ---------------------------------------- | ----- |
| 1.  | Perfect Girl                             |       |
| 2.  | You Came (version de 2006)               |       |
| 3.  | Together We Belong                       |       |
| 4.  | Forgive Me                               |       |
| 5.  | Four Letter Word (version de 2006)       |       |
| 6.  | You Keep Me Hangin' On (version de 2006) |       |
| 7.  | Baby Obey Me                             |       |
| 8.  | Kids in America (version de 2006)        |       |
| 9.  | I Fly                                    |       |
| 10. | Game Over                                |       |
| 11. | Lost Without You                         |       |
| 12. | View From a Bridge (version de 2006)     |       |
| 13. | Maybe I'm Crazy                          |       |
| 14. | Cambodia (Paul Oakenfold remix)          |       |

## Classements
| Classement (2006)                  | Meilleure position |
| ---------------------------------- | ------------------ |
| Allemagne (Media Control AG)       | 17                 |
| Autriche (Ö3 Austria Top 40)       | 22                 |
| Belgique (Flandre Ultratop)        | 32                 |
| Belgique (Wallonie Ultratop)       | 78                 |
| Finlande (Suomen virallinen lista) | 30                 |
| France (SNEP)                      | 22                 |
| Pays-Bas (Mega Album Top 100)      | 32                 |
| Suisse (Schweizer Hitparade)       | 11                 |